# Định vị vô tuyến
Định vị vô tuyến hay định vị bằng sóng vô tuyến (tiếng Anh: radiolocation) là quá trình tìm kiếm vị trí của một cái gì đó thông qua việc sử dụng sóng vô tuyến điện.
Định vị vô tuyến thường đề cập đến các ứng dụng thụ động, đặc biệt là radar, cũng như dò tìm vật chôn vùi như đường ống nước, cáp, và các tiện ích công cộng khác. Nó tương tự như đạo hàng vô tuyến (radionavigation), nhưng đạo hàng vô tuyến thường đề cập đến tìm kiếm thụ động một đối tượng xa hơn chứ không phải vị trí của một đối tượng đang hoạt động.
Định vị vô tuyến cũng được sử dụng trong hệ thống định vị thời gian thực (RTLS, real-time locating system) để theo dõi các tài sản có giá trị.

## Nguyên lý
Định vị một vật thể trong môi trường bằng sóng vô tuyến thực hiện thông qua phát sóng và thu nhận phản xạ từ đối tượng (như radar), hoặc đáp ứng trả lời của đối tượng như transponder hoặc RFID. Có sự tương tự nhất định giữa định vị bằng siêu âm với bằng sóng vô tuyến, trong đó dùng sóng phản xạ xác định khoảng cách kết hợp với giao hội từ nhiều trạm quan sát để có vị trí với độ chính xác cao.
Trong kỹ thuật phản xạ định vị đối tượng theo phương cách sau:
- Ước lượng khoảng cách theo "cường độ tín hiệu nhận được" (RSSI, received signal strength) so với cường độ tín hiệu ban đầu.
- Tính khoảng cách theo "thời gian tới" (TOA, time of arrival), khi biết thời gian truyền và tốc độ truyền sóng, là phương cách chính xác hơn và được dùng trong radar.
- Theo "chênh lệch thời gian tới" (TDOA, time difference of arrival) từ dữ liệu TOA từ nhiều máy thu tại các vị trí khác nhau, có thể ước tính ra vị trí đối tượng, ngay cả khi không có số liệu về thời gian truyền.
- Theo góc tới (AOA, angle of arrival) tại trạm thu nhận có thể được xác định bằng cách sử dụng một anten định hướng, hoặc bằng thời gian phân biệt khi đến một dãy anten với địa điểm đã biết. Thông tin AOA có thể được kết hợp với các ước lượng khoảng cách từ các kỹ thuật đã được mô tả trước đây để thiết lập vị trí của máy phát hay đối tượng gây phản xạ. Ngoài ra, từ AOA tại hai trạm thu có vị trí đã biết cho phép xác định vị trí của máy phát. Việc sử dụng nhiều máy thu để định vị một máy phát được gọi là "đa phương".

## Điện thoại di động
Định vị vô tuyến được sử dụng trong điện thoại di động thông qua các trạm cơ sở. Thông thường nhất, điều này được thực hiện thông qua "định vị tam giác" (trilateration) giữa các tháp radio. Vị trí của máy gọi (caller) hoặc được gọi (handset) có thể được xác định theo các cách:
- Theo góc tới (AOA, angle of arrival) đòi hỏi ít nhất hai tháp, định vị máy gọi vào điểm giao hội các đường từ các tháp.
- Chênh lệch thời gian tới (TDOA, time difference of arrival) và thời gian tới(TOA, time of arrival) mỗi tháp khi có nhiều tháp. Trong phương cách này diện thoại gửi tín hiệu đi và trạm gần nhất trả lời.
- Chữ ký vị trí (location signature) sử dụng cho đánh dấu để lưu trữ và thu hồi các mẫu (như multipath) mà các tín hiệu điện thoại di động được biết đến để biểu thị tại các vị trí khác nhau trong mỗi máy.

Ban đầu mục đích xác định thông tin về điện thoại di động là phục vụ nhu cầu an toàn công cộng (PSAP, public safety answering point) để trả lời cuộc gọi đến số điện thoại khẩn cấp có thể biết nơi người gọi đến và nơi các dịch vụ khẩn cấp cần tiếp cận. Khả năng này được biết đến tại Mỹ là gọi số khẩn cấp 911 không dây. Người sử dụng điện thoại di động có thể tùy chọn cho phép thu thập thông tin vị trí được gửi tới các số điện thoại hoặc mạng dữ liệu khác để giúp những người chỉ đơn giản tìm điện thoại thất lạc, hoặc muốn có các dịch vụ định vị khác. Theo mặc định lựa chọn này thường bị tắt để bảo vệ sự riêng tư.